# 理查德·A·纳克
理查德·A.纳克（Richard A. Knaak、1961年5月28日—）是出生于美国芝加哥的奇幻小说家。

## 历程
- 他曾经就读于美国伊利诺伊大学厄巴纳-香槟分校，从化学专业转行为文学修辞专业，并获得相应的学士学位。
- 在1986年末期，他创作了自己的第一篇短篇小故事，直到1987年他开始撰写奇幻小说而被陆续出版。至今，他的作品大多都被世界各国购走版权，被翻译成汉语、德语、意大利语、法语、丹麦语、日语、西班牙语、波兰语、芬兰语、捷克语、匈牙利语、土耳其语和俄语等不同的语言版本在市场上畅销。
- 他个人比较喜欢阅读、旅行、食物和看旧电影。现在他在伊利诺伊州和阿肯色州奔波生活，寻找不同的写作灵感。

## 作品列表

### 系列作品
龙域（Dragonrealm）
火龙（Firedrake） 1989
冰霜之龙（Ice Dragon） 1989
恶狼权杖（Wolfhelm） 1990
地域战马（Shadow Steed） 1990
水晶巨龙（The Crystal Dragon） 1993
巨龙之冠（The Dragon Crown） 1994
群马之王（The Horse King） 1997
龙域：龙域的起源（Dragonrealm：Origin of Dragonrealm）
笼罩境界（The Shrouded Realm） 1991
德雷克儿童（Children of the Drake） 1991
龙之书（Dragon Tome） 1992
堕落之焰（Shattered Light）
红宝石之火（Ruby Flames） 1999
龙枪（Dragonlance）
英雄（Heros）
修玛的传说（The Legend of Huma） 1988
米诺陶斯人卡兹（Kaz the Minotaur） 1990
传说（Tales）
伊斯塔的统治（The Reign of Istar） 1992
长枪之战（The War of the Lance） 1992
失落的历史（Lost Histories）
米诺陶斯之地（Land of the Minotaurs） 1996
混乱之战（chaos war）
血海的掠夺者（Reavers of the Blood Sea） 1999
杰作（Classics）
要塞（The Citadel） 2000
米诺陶之战（Minotaur Wars）
血腥之夜（Night of Blood） 2003
血腥之潮（Tides of Blood） 2004
血腥帝国（Empire of Blood） 2005
食人魔（Ogre Titans）
黑色魔爪（Black Talon） 2007
火玫瑰（The Fire Rose） 2008
魔獸爭霸（WarCraft）
巨龍之日（Day of the Dragon） 2001
上古之戰三部曲（War of the Ancients Trilogy）
永恆之井（The Well of Eternity） 2004
惡魔之魂（The Demon Soul） 2004
天崩地裂（The Sundering） 2005
巨龍之夜（Night of the Dragon） 2008
怒風（Stormrage） 2010
狼心（Wolfheart） 2011
龍王的黎明（Dawn of the Aspects） 2013
暗黑破壞神（Diablo）
血之遺產（Legacy of Blood） 2001
陰影王國（The Kingdom of Shadow） 2002
蜘蛛之月（Moon of the Spider） 2005
原罪之戰三部曲（The Sin War）
天賦人權（Birthright） 2006
毒蛇之鱗（The Scales of the Serpent） 2007
蒙面先知（The Veiled Prophet） 2007
柯南时代（Age of Conan） 2006
个士兵的历险（A Soldier's Quest）
月神（The God in the Moon）
冥神之眼（The Eye of Charon）
静默的敌人（The Silent Enemy）

### 单行本
灰色国王（King of the Grey） 1993
冰霜之翼（Frost wing） 1995
杰纳斯面具（The Janus Mask） 1995
荷兰人（Dutchman） 1996
故事选集—超级英雄（Superheroes） 1995
短篇故事—打击契约（Contract Hit） 1994